# Дом преподавателей МГУ
Дом преподавателей МГУ — жилой дом в Москве, расположенный по адресу: Ломоносовский проспект, 14. Построен в 1952—1955 годах по проекту архитекторов Я. Б. Белопольского, Е. Н. Стамо, М. М. Русановой, инженеры Г. Львов, Б. Турчанинов, В. Телесницкий.

## Архитектура
Архитектура дома выдержана в лучших традициях сталинской архитектуры. Его отличают развитый силуэт, богатая пластика фасада, сдержанный и эффектный декор, большие и удобные квартиры, хорошая отделка. По общим принципам композиции он напоминает высотные здания. В боковых крыльях по 10 этажей, в центральной повышенной части — 14.
Такой же дом был выстроен на Университетском проспекте (дом 5) для симметрии квартала, однако его архитектура является несколько упрощённой. Также Дом преподавателей МГУ был воспроизведён на Фрунзенской набережной (дом 50).

## Известные жильцы
В доме жили психолог П. Я. Гальперин, зоолог В. Е. Флинт, океанолог Л. А. Зенкевич, учёный в области ракетно-космической техники В. П. Глушко, биолог М. В. Гусев, геофизик В. А. Магницкий, физикогеограф Ю. К. Ефремов, философы Л. Н. Суворов и В. В. Богатов, химики В. А. Кабанов, И. Ф. Луценко, физиолог М. Г. Удельнов, философ С. Т. Мелюхин.